# Фрімен (Вісконсин)
Фрімен (англ. Freeman) — місто (англ. town) в США, в окрузі Кроуфорд штату Вісконсин. Населення — 727 осіб (2020).

## Демографія
Згідно з переписом 2010 року, у місті мешкало 686 осіб у 312 домогосподарствах у складі 219 родин. Було 573 помешкання
Расовий склад населення:
| - 98,3 % — білих - 0,4 % — корінних американців - 0,4 % — чорних або афроамериканців - 0,3 % — вихідців з тихоокеанських островів - 0,1 % — азіатів |

До двох чи більше рас належало 0,4 %. Частка іспаномовних становила 0,1 % від усіх жителів.
За віковим діапазоном населення розподілялося таким чином: 16,8 % — особи молодші 18 років, 59,6 % — особи у віці 18—64 років, 23,6 % — особи у віці 65 років та старші. Медіана віку мешканця становила 52,0 року. На 100 осіб жіночої статі у місті припадало 111,1 чоловіків;  на 100 жінок у віці від 18 років та старших — 109,9 чоловіків також старших 18 років.
Середній дохід на одне домашнє господарство  становив 62 540 доларів США (медіана — 53 333), а середній дохід на одну сім'ю — 69 159 доларів (медіана — 59 531). Медіана доходів становила 50 000 доларів для чоловіків та 32 708 доларів для жінок. За межею бідності перебувало 10,5 % осіб, у тому числі 21,3 % дітей у віці до 18 років та 10,7 % осіб у віці 65 років та старших.
Цивільне працевлаштоване населення становило 298 осіб. Основні галузі зайнятості: виробництво — 20,8 %, роздрібна торгівля — 19,5 %, освіта, охорона здоров'я та соціальна допомога — 18,8 %.